# 事実審
事実審（じじつしん）とは、訴訟当事者などの主張・証拠などから裁判官が事実問題と法律問題を併せて判断する審級のこと。法律問題だけを判断する審級は法律審という。
民事訴訟では第一審と控訴審が事実審を担当する。上告審は法律審であり、事実認定（事実に関する審理）は行われず、既に認定された事実に対して法律判断のみが行われる。
刑事訴訟では第一審は事実審であり、控訴審は事実誤認や量刑不当について審理する場合は事実審となる。上告審は原則法律審であるが、職権で事実を調べることもできる。